# Nieuw-Zeeland van A tot Z

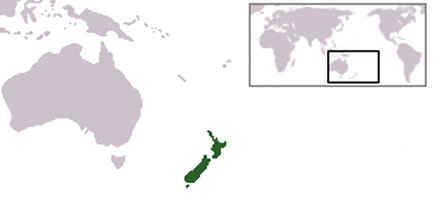
Locatie van Nieuw-Zeeland

## A
Abel Tasman (nationaal park) -
All Blacks -
Aoraki/Mount Cook (nationaal park) -
Arrowtown -
Auckland -
Auckland (regio) -
Australian and New Zealand Army Corps -
Australië (continent) -
Austronesische talen -
Avery, Clinton

## B
Ballenyeilanden -
Bay of Plenty -
Bedingfield, Daniel -
Big South Cape-eiland -
Christian Bouckenooghe -
Brits Gemenebest -
Bungeejumpen

## C
Jane Campion -
Canterbury (regio) -
Christchurch -
Helen Clark -
Clianthus puniceus -
Codfisheiland -
Cookeilanden -
James Cook -
Crowded House -
Russell Crowe

## D
Dahlberg, Nathan -
Dean, Julian -
Dobbyn, Dave -
Dominion Day -
Dumont d'Urville, Jules -
Dunedin -
D'Urville-eiland

## E
Eastwoodhill Arboretum

## F
Finn Brothers -
Finn, Neil -
Finn, Tim -
Fiordland (nationaal park) -
Frame, Janet

## G
Geeloogpinguïn -
Gemenebest van Naties -
Gisborne -
Glenorchy -
God Defend New Zealand -
Golf van Hauraki -
Great Barriereiland -
Greymouth

## H
Haasts arend -
Hackfalls Arboretum, Tiniroto -
Haka -
Hamilton -
Hawke's Bay (regio) -
Heavenly Creatures -
Heru -
Charles Higham -
Edmund Hillary -
Huia

## I
ISO 3166-2:NZ

## J
Jackson, Peter -
Jacky Lee-eiland

## K
Kaka (vogel) -
Kakapo -
Kapiti-eiland -
Karekare -
Kerikeri -
Kea (vogel) -
Joanne Kiesanowski - 
Kiwi (fruit) -
Kiwimodel -
Kiwi's

## L
Lange, David -
Liley, R.F. -
Little Barriereiland

## M
Malayo-Polynesische talen -
Manawatu-Wanganui -
Maori (taal)
Maori's -
Marae -
Marlborough (regio) -
Milford Sound -
Milford Track -
Moa -
Moeraki Boulders Scenic Reserve -
Mount Anglem -
Mount Aspiring (nationaal park) -
Mount Cook -
Mount Tongariro

## N
Napier -
Neill, Sam -
Nelson -
Nelson (regio) -
New Zealand Darts Masters (2019, 2022) -
New Zealand Department of Conservation -
Ngarahoe -
Nieuw-Zeeland -
Nieuw-Zeelandse Alpen -
Nieuw-Zeelandse dollar -
Niue -
Noordereiland -
Northland

## O
Oamaru -
Oamarusteen -
Oban -
Oceanië -
Once Were Warriors -
Otago

## P
Pākehā -
Palmerston -
Palmerston North -
Paparoa (nationaal park) -
Lijst van parken en reservaten in Nieuw-Zeeland -
Phar Lap -
Picton -
Pohutukawa -
Polynesië -
Polynesische rat -
Pounamu

## Q
Queenstown -

## R
Regio's van Nieuw-Zeeland -
Richmond -
Ross Dependency -
Rotorua -
Roulston, Hayden -
Mount Ruapehu -
Runga, Bic -
Rutherford, Ernest

## S
Scheppingsverhaal (Maori) -
Sissons, Ryan - 
Solomoneiland -
Southland -
Split Enz -
Stewarteiland -
Straat Cook -
Straat Foveaux -
Swart, Stephen

## T
Tā moko -
Taranaki -
Tasman -
Tasman, Abel -
Tasmanzee -
Taupomeer -
Te Anau -
Te Awamutu -
Te Kanawa, Kiri -
Tetaumatawhakatangihangakoauaotamateaurehaeaturipukapihimaungahoronukupokaiwhenuaakitanarahu -
The Lord of the Rings: The Fellowship of the Ring -
The Lord of the Rings: The Return of the King -
The Lord of the Rings: The Two Towers -
The Remarkables -
Tiniroto -
Tokelau -
Tongariro (nationaal park) -
Tuatara's -
TV3

## V
Vlag van Nieuw-Zeeland

## W
Waiheke-eiland -
Waitangi -
Waitangi Day -
Wakatipumeer -
Wanaka -
Wellington -
Whale Rider -
Whangara -
Whanganui

## Z
Zoogdieren in Nieuw-Zeeland -
Zorbing -
Zuidereiland